# Орден аль-Халифа
Орден аль-Халифа (араб. وسام الخليفة‎) — высшая награда Бахрейна.

## История
Орден был основан хакимом Хамадом бин Иса Аль Халифой 7 февраля 1940 года в трёх классах (звезда, орден и медаль) и возрождён в реорганизованном виде Исой II в 1976 году. Вручался за выдающиеся заслуги перед государством. Имел один специальный класс (Киладат аль-Халифа или Ожерелье Аль-Халифа — только для глав государств) и пять обычных.
В числе награждённых были 1990 году король Бутана Джигме Сингье Вангчук (1990), король Марокко Мухаммед VI (2001) и президент Сингапура Селлапан Раманатан (2010).

## Степени
С момента основания орден присуждается в трёх степенях:
- звезда,
- цепь,
- медаль.

После восстановления ордена в 1976 году орден присуждается в одной специальной и пяти обычных степенях.